# Nerikes Allehanda
Nerikes Allehanda (förkortat NA) är en svensk dagstidning ingående i Bonnier News Local, som utkommit sedan 1843. Tidningsredaktionen har sitt säte i Örebro.

## Historik
Nerikes Allehanda grundades 1843 av rektor Otto Joel Gumælius och stadsfiskaler Svante Falk. Det första numret utkom 4 mars 1843, och omfattade fyra sidor.Familjen Gumælius var majoritetsägare av tidningen ända fram till 1933, då den såldes till Claës Ljung. Nerikes Allehanda nådde sin ledande position i Närke genom att köpa och fusionera med Nerikes-Tidningen 1944, och även köpa upp Bergslagsposten 1943 och Motala Tidning 1957.
I dag läses tidningens upplaga på 43 300 (2015) av fler än 113 000 personer per utgivningsdag, vilket gör den till Sveriges tredje största landsortstidning.
Den politiska linjen i Nerikes Allehanda har alltid varit liberal. Bland tidningens politiska skribenter under senare årtionden märks Bert Theander, Anders Clason, Hans Bergström, Ingrid Fromell, Sigfrid Leijonhufvud, Åke Wredén, Olle Nilsson, Peter Götell, Ola Ström och Lars Ströman.
Familjen Ljung valde 1975 att sälja Nerikes Allehanda, Motala Tidning och Bergslagsposten. Köpare blev sex större liberala landsortstidningar genom Liberala Tidningar KB. De sex tidningarna var Eskilstuna-Kuriren, Falu-Kuriren, Gefle Dagblad, Göteborgs-Posten, Vestmanlands Läns Tidning och Örnsköldsviks Allehanda.
Under de följande decennierna konsoliderades NA:s ägare. Gefle Dagblad hade köpt Örnsköldsviks Allehanda och dess moderbolag bytte senare namn till Mittmedia. Göteborgs-Posten ägdes av Stampen som tog kontrollen över VLT-bolaget. År 2007 slogs VLT AB och Liberala Tidningar ihop och bildade Liberala Tidningar i Mellansverige AB, ägt av Stampen, Mittmedia och Eskilstuna-Kuriren.
Den av Nerikes Allehanda ägda Bergslagsposten blev 4 december 2005 en lokaldel för det nordöstra spridningsområdet.
Sedan våren 2015 är mediekoncernen Mittmedia majoritetsägare av Liberala Tidningar i Mellansverige AB.
I december 2012 meddelades att tidningsredaktionen i november 2013 skulle flytta från det Gamla sparbankshuset (tidigare känt som NA-borgen) vid Svartån till SCB-huset på Klostergatan. Borgen ägs av Husherren Fastigheter. Den 26 maj 2014 beslutade ledningsgruppen vid V-TAB att stänga två av koncernens tidningstryckerier, bland annat det i Örebro som tryckte Nerikes Allehanda. Natten till den 8 juni 2015 trycktes den sista upplagan av Nerikes Allehanda vid tryckeriet i Örnsro, Örebro. Där med var en epok på över 170 år slut i Örebro, och från den 9 juni 2015 trycks Nerikes Allehanda i vid V-TAB i Västerås.

### Chefredaktörer i urval
- 1843–1855: Otto-Joel Gumaelius
- 1855–1881: Arvid Gumælius
- 1881–1894: Victor Emanuel Öman
- 1904–1917: Karl Malmrot
- 1917–1937: Valter Bratt
- 1937–1968: Claes Ljung
- 1968–1979: Anders Clason
- 1980–1985: Hans Bergström
- 1985–1987: Sigfrid Leijonhufvud
- 1987–1993: Olle Nilsson
- 1994–1996: Stigbjörn Bergensten
- 1996–1998: Margaretha Engström
- 1998–2005: Krister Linnér
- 2005–2011: Ulf Johansson
- 2012–2012: Katarina Ekspong
- 2013–2016: Katrin Säfström
- 2016–: Anders Nilsson (tillträdde 1 juni 2016)[9]

## Muhammed som rondellhund
Huvudartikel: Lars Vilks Muhammedteckningar
I september 2007 riktades såväl fredliga protester som hot mot Nerikes Allehanda efter att tidningen som illustration till en artikel på ledarplats återgivit en bild av konstnären Lars Vilks, där en så kallad rondellhund enligt konstnären var tänkt att föreställa profeten Muhammed. Ett par hundra muslimer kom ifrån Örebro moské och demonstrerade utanför tidningens lokaler. Omar al-Baghdadi, ledare för den Al-Qaida-anslutna gruppen Islamiska staten i Irak uppmanade muslimer att mörda redaktionsmedlemmar och utfäste en belöning och chefredaktören fick polisskydd. Det kom officiella protester från regeringen i Iran, där dåvarande presidenten Mahmoud Ahmadinejad angrep tidningen i ett uttalande. I Nerikes Allehanda var bilden en illustration till en artikel med försvar för yttrandefriheten, med anledning av att självcensur på grund av fruktan för hot och våld uppgavs ha förekommit då det gällde vissa konstutställningar. Bakgrunden var alltså inte densamma som då det gällde Muhammedbilderna i Jyllands-Posten 2005, där den danska tidningen själv beställde bilderna i syfte att väcka debatt.

## Kulturpris
NA:s kulturpris om 50 000 kronor har delats ut sedan 1980.

- 1980: Karl Axel Pehrson
- 1981: Christina Frambäck, Gunnar Uddén, Peter Flack och Birgitta Götestam
- 1982: Bertil Pettersson och Lennart Spångberg
- 1983: Erik Hjalmar Linder
- 1984: Georg Malvius
- 1985: Karin Ward, konstnär
- 1986: Göran W Nilson, dirigent för Örebro symfoniorkester
- 1987: Kennet Williamsson
- 1988: Claes Gabrielsson och Lars-Göran Jansson
- 1989: Peter Paul Heinemann och Arne Johnsson
- 1990: Teater Martin Mutter
- 1991: Göran Danielson
- 1992: Fred Sjöberg, körledare
- 1993: Carl Hammarén
- 1994: Jan Koldenius
- 1995: Motala Express
- 1996: Stig Olson
- 1997: Svenska kammarorkestern
- 1998: Lars Jansson och Just Jazz Club
- 1999: Håkan Nesser
- 2000: Peter Flack
- 2001: Viveka Nygren
- 2002: Ulla Roseen, översättare
- 2003: Sören Olsson och Anders Jacobsson
- 2004: Ulf Samuelsson, organist
- 2005: Josef Fares
- 2006: Lena Josefsson
- 2007: Pernilla Stalfelt
- 2008: Jaber Fawas
- 2009: Daina Liepina, konstnär
- 2010: Birgitta och Anders Fasth, Galleri Örsta
- 2011: Malin Berg, skådespelare på Örebro länsteater[11]
- 2012: Magnus Wetterholm, bland annat för Stadra sommarscen[12]
- 2013: Mats Nilsson och Lars Jonnson för projektet Open Art[13]
- 2014: Sten Niclasson[14]
- 2015: Anki och Magnus Spångberg [15]
- 2016: Galleri Örstas ägare, Birgitta Fast, i Kumla[16]
- 2017: Biblioteksupproret i Ramsberg och teateruppsättningen Det som är vårt av Örebro länsteater[17]
- 2018: Konstbunkern[18]
- 2019: Live at heart och Folk at heart[19]
- 2020: Lerbäcks teater[20]
- 2021: Eldsjälarna bakom Kulturkvarteret i Örebro[21]
- 2022: The non existent center för kultursatsningen i Ställbergs gruva[22]
- 2023: Karin Wistrand[23]